# Мартінью Піріш
Марті́нью Пі́ріш (порт. Martinho Pires; ? — 1209) — архієпископ Бразький (1189—1209).

## Імена
- Марті́нью (порт. Martinho) — португальське ім'я.
- Ма́ртин (лат. Martinus) — латинське ім'я.
- Ма́ртин Бра́зький (лат. Martinus Bracarensis) — латинське ім'я за назвою катедри.

## Біографія
- 1189: призначений на посаду архієпископа Бразького, Португалія[1].
- 1189: ординований на архієпископа Бразького в Римі[1].
- 1209: помер у Бразі, Португалія[1].